# Bumi Kencana (Sungai Lilin)
Bumi Kencana is een bestuurslaag in het regentschap Musi Banyuasin van de provincie Zuid-Sumatra, Indonesië. Bumi Kencana telt 3637 inwoners (volkstelling 2010).